# Námluvy

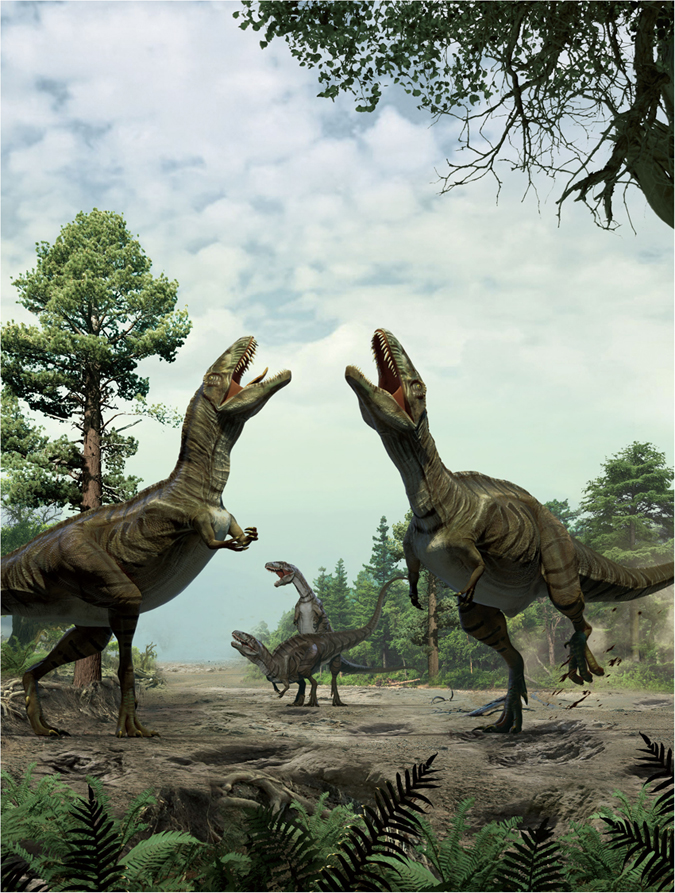
Umělecká představa svatebních tanců druhohorních theropodů.

Námluvy je označení pro lidské i zvířecí rituály a zvyklosti před pářením sloužící ke vzájemnému rozpoznání správného partnera či druhu. Předsvatební zvyklosti jsou pravděpodobně součástí všech kultur, což je patrné i ze složitých „tanců“, které je před pářením typické i pro mnoho druhů zvířat, především tedy pro ptáky.
Námluvy jsou spíše starším pojmenováním, v moderní společnosti se používá spíše chození, randění či flirtování, v některých regionech se užívá výraz chodit na besedu či chodit na kalandu. Pro zvířata se pak používá tokání.

## Historie
Vzhledem k tomu, že v minulosti byly sňatky domlouvány rodiči, měly námluvy odlišný význam, slovo znamenalo samotné zvyky spojené s domlouváním svatby, chvíli kdy se ženich oficiálně setkal s nevěstou a jejich rodiče uzavřeli vzájemnou dohodu. Na námluvy se chodívalo v sobotu, v neděli bylo rozhodnutí předáno místnímu knězi.
V současné době rozvolnění společenských vztahů v Západním světě přispělo k tomu, že sociologové někdy mluví o globální sexuální revoluci. „Revoluce“ má také za následek vyšší rozvodovost a nižší porodnost. Sociologové to považují za vyústění vývoje demokratizace společnosti. Autoritami nediktované chování dalo také vzniknout seznamkám nebo pornoprůmyslu.
Průzkum ve Spojeném království mezi 3000 manželskými páry zjistil průměrnou doba mezi prvním setkáním a prosbou o ruku 2 roky a 11 měsíců, přičemž ženy byly údajně připraveny prosbu přijmout v průměru 2 roky a 7 měsíců od prvního setkání.

## Biologický význam
Jelikož pro samce je fyziologicky mnohem jednodušší předat své geny do dalších generací, bývají námluvy, kdy často samci ukazují samicím své přednosti, hnízda nebo i jinak bezúčelné stavby. Samice také hodnotí samce podle dominance nad ostatními a rozvinutostí sekundárních pohlavních znaků jako je paroží. Je sice pravda, že je často samec s velkými parohy nemotornější a pravděpodobně vyčerpal velké množství látek na jejich stavbu, nicméně velké parohy také znamenají, že samec nebyl napaden žádným parazitem a že zdroje prostředí umí výhodně čerpat.
Dalším významným faktorem je také rozpoznání v rámci druhu. Hybridní jedinci jsou totiž často sterilní, navíc v rámci genově bližší skupiny mají podobní partneři vyšší šanci, že rozšíří své geny (viz inbreeding). Jako „poznávací znamení“ druhu často slouží složité úkony, které musí být provedeny ve správném pořadí (tím se rapidně zvyšuje pravděpodobnost, že samec pochází ze stejné skupiny) nebo specifické zpěvy. Ty byly studovány nejen u ptáků, ale i u savců, žab a některých housenek.
Někdy jsme však svědky obrácení rolí. Tento fenomén nastává pro druhy, kde je samcův Batemanův gradient (poměr mezi počtem potomků a pohlavních partnerů) větší než jedna. V takových případech samec investuje do vztahu tím, že ve svém těle nese vyvíjející se vajíčka, takže to naopak bývá samice, která se před samcem předvádí. Nastává například u mořských koníků nebo některých druhů žab.
V souvislosti s americkou sexuální revolucí biologové také se změnou lidského prostředí popisují také změny v preferenci (kdy dříve byly lákavější obéznější ženy) a změny v současné kultuře (ve které narůstá osamělost) hromadných seznamovacím setkáním v klubech či barech, Markem Váchou přirovnaných k chybějícímu článku zvířecích tokanišť.